# Sarindoides
Sarindoides is een geslacht van spinnen uit de familie springspinnen (Salticidae).

## Soorten
De volgende soorten zijn bij het geslacht ingedeeld:
- Sarindoides violaceus Mello-Leitão, 1922